# دوران مشقت
دوران مشقت یا روزگار سخت (به انگلیسی: Hard Times) نام یک کتاب ادبی است از چارلز دیکنز (۱۸۱۲–۱۸۷۰)، نویسنده انگلیسی، که در ۱۸۵۴ منتشر شد و حاصل مشاهدات نویسنده دربارهٔ وضع صنعت در شهر منچستر و پرستون‌و زندگی کارگران و روابط شان با کارفرمایان است.

## خلاصه داستان
تامس گرادگریند، صاحب صنعت تسلط‌جوی و اهل شهر کوکناون در مرکزی صنعتی، اساساً «مردی است کاملاً اهل عمل» که به چیزی جز واقعیات و آمار عقیده ندارد و فرزندان خود لویز و تام را با سرکوب کردن بی‌رحمانه جنبه‌های ذوقی و آرمانی طبیعتشان تربیت می‌کند. لویز را به زنی به کارخانه‌داری خسیس و حقه‌باز به نام جوسایا باندربی می‌دهد که سی سال از او بزرگتر است و خلق و خویی بس خشن دارد و از آن قماش آدمهایی است که تمدن صنعتی به وجود می‌آورد. لویز تا اندازه‌ای از آن جهت به این زناشویی تن در می‌دهد که تربیتی که پدرش به او داده، او را وقیح و بی‌اعتنا بار آورده‌است و تا اندازه‌ای هم به این جهت که می‌خواهد به برادرش، که تنها کسی است که دوست دارد و کارمند باندربی است، کمک کند. سیاست بازی بی‌رحم که به چیزی اعتقاد ندارد، به نام جیم هارتهاوس، به کوکتاون می‌آید و با استفاده از زندگانی توأم با ناکامی لویز، سعی می‌کند که او را فریب دهد؛ ولی لویز، که در بدبختی نیک‌ترین عواطف خود را دوباره به دست آورده‌است، به خانه پدرش می‌گریزد و از او درخواست حمایت می‌کند. گراد گریند تازه به دیوانگی زیان‌بخش اخلاق و رفتار خود پی می‌برد. در خلال این احوال، تام در بانک کارخانه‌دار دست به سرقت کوچکی می‌زند و گناه خود را به گردن بی‌گناهی به نام استیون بلکپول می‌اندازد. اما چون عاقبت جرمش برملا می‌شود، به خارج از کشور فرار می‌کند.